# Vã (província)
Vã ou Vane (em turco: Van) é uma província e área metropolitana do extremo leste da Turquia, com capital na cidade homónima. Faz fronteira com o Irão e faz parte da região da Anatólia Oriental e do chamado Curdistão turco. Tem 20 921 km² de área e em dezembro de 2021 tinha 1 141 015 habitantes (densidade: 54,5 hab./km²). No passado foi uma região predominantemente arménia.
| Províncias adjacentes à de |          |               |
| Are                        | Are      | Are e Irão    |
| Bitlisse e lago de Vã      |          | Irão          |
| Sirte                      | Xernaque | Cacari e Irão |

A província está subdividida nos seguintes distritos:
- Bahçesaray
- Bascale (Başkale)
- Çaldıran
- Çatak
- Edremite (Edremit)
- Erjixe (Erciş)
- Guevaxe (Gevaş)
- Gurpenar (Gürpınar)
- İpekyolu
- Muradie (Muradiye)
- Özalp
- Saray
- Tusba (Tuşba)

A malha urbana da cidade de Vã ocupa principalmente os distritos de İpekyolu e Tusba, os quais resultaram da divisão do antigo distrito de Vã, mas estende-se para uma parte do distrito de Edremite.